# Madárbirscserjés
A madárbirscserjés (Cotoneastro tomentosi-Amelanchieretum Jakucs, 1961), avagy fanyarka-madárbirs cserjés (Cotoneastro-Amelanchieretum) a melegkedvelő szubmediterrán cserjések (Berberidion Br-Bl.) társulástani csoportjának egyik, Magyarországon is elterjedt növénytársulása.

## Hazai elterjedése
A Dunántúli-középhegység dolomitvonulatain a Keszthelyi-fennsíktól a Vértesig végig előfordul, de mindenütt csak szórványosan.

## Termőhelye, szomszédai
Ez az edafikus sziklai cserjés legjellemzőbben Mediterráneum magashegyi részein fordul elő. Magyarországon a meredek dolomitgerinceken, letöréseken fejlődik ki; talaja váztalaj vagy vékony rendzina. Oromediterrán eredetű reliktum társulás, amelynek egyik vezérnövénye, a fanyarka jellemzően magashegyi jellegű, reliktum faj. 
A cserjést a dolomiton kialakuló erdőkhöz semmilyen szukcessziós kapcsolat nem fűzi. Éppen ellenkezőleg, a Mátra alacsonyabb részein megfigyelték, hogy a cseres–tölgyes és a sajmeggyes bokorerdő kiirtása után a gyöngyvessző másodlagosan elszaporodik. 

## Jellemző fajai
A cserjeszint három fő faja: 
- fanyarka (Amelanchier ovalis) és
- molyhos madárbirs (Cotoneaster tomentosa),
- sárga cserszömörce (Cotinus coggygria); nem mindenhol.

A cserjeszint gyengén záródik; benne letörpült fafajok is megtelepülnek:
- keleti gyertyán (Carpinus orientalis),
- molyhos tölgy (Quercus pubescens),
- virágos kőris (Fraxinus ornus).

Gyepszintjének nincsenek saját fajai. A lágyszárúak három fő csoportja:
1. sziklagyepek fajai:
- prémes gyöngyperje (Melica ciliata),
- szürke napvirág (Helianthemum canum),
- szürke gurgolya (Seseli osseum),
- molyhos napvirág egy változata (Helianthemum nummularium ssp. obscurum),
- nyalábos kőhúr (Minuartia fastigiata),
- fehér varjúháj (Sedum album)
- hatsoros varjúháj (Sedum sexangulare);

2. száraz gyepek elemei:
- toronyszál (Turritis glabra),
- rekettyelevelű gyújtoványfű (Linaria genistifolia),
- hasznos tisztesfű (Stachys recta),

3. néhány erdei faj:
- bajuszos kásafű (Oryzopsis virescens; újabban: Piptatherum virescens),
- orvosi salamonpecsét (Polygonatum odoratum),
- tornyos ikravirág (Arabis turrita).